# Hans Jenisch
Hans Jenisch (Gerdauen, Oost-Pruisen, 19 oktober 1913 – Kronshagen, 29 april 1982), was een Kapitänleutnant bij de Kriegsmarine tijdens de Tweede Wereldoorlog. Na de oorlog nam hij nog dienst bij de Bundesmarine, van 1956 tot 1972 als Kapitein-ter-zee.

## Persoonlijke informatie
Hans Jenisch werd geboren in Gerdauen in het toenmalige Oost-Pruisen. Gerdauen heet sinds 1947 Zjeleznodorozjnyj en ligt in de Russische exclave Kaliningrad. Hans Jenisch sloot zich aan bij de Reichsmarine in april 1933 en na een jaar op de zware kruiser Deutschland doorgebracht te hebben vertrok hij naar de U-bootstrijdmacht in mei 1937. Na de gebruikelijke opleiding werd hij eerste wachtofficier op de U 32 in januari 1938. Twee jaar later op 12 februari 1940, nam hij deze U-boot als bevelhebber over.
Tijdens zijn zes patrouilles bracht hij 18 schepen tot zinken, met inbegrip van de 42.348 ton zware RMS Empress of Britain, die voordien door Duitse vliegtuigbommen werd beschadigd. Toen de U 32 op 30 oktober 1940 zelf ten noordwesten van Ierland door twee Britse torpedojagers HMS Harvester en HMS Highlander werd getroffen en zonk, werd Jenisch samen met 33 van zijn mannen krijgsgevangen genomen. Negen manschappen sneuvelden in de strijd.

## Krijgsgevangen
Hans Jenisch werd krijgsgevangen gezet in het POW-kamp van Gravenhurst, Ontario, Canada, samen met andere U-bootcollega's zoals Werner Lott, Rolf Dau en nog vele andere U-bootbemanningen en andere Duitse Kriegsmarine- en Luftwaffe-officieren. Hij bracht toen zes en een half jaar in Britse-Canadese gevangenschap door alvorens in juni 1947 naar Duitsland terug te keren.

## Marinedienst na de oorlog
In 1956 sloot Jenisch zich aan bij de Bundesmarine, waar hij hoofdzakelijk een stafpositie bekleedde. Hij had ook het commando over het Duitse fregat Hipper voor een paar maanden. Hij trok zich in 1972 terug als Kapitän-zur-See. Op 29 april 1982 overleed hij op 68-jarige leeftijd.

## Successen
- 17 schepen tot zinken gebracht voor een totaal van 110.139 brt
- 2 schepen beschadigd voor een totaal van 14.749 brt
- 1 oorlogsschip beschadigd voor een totaal van 8.000 ton
- Samen voor 132.888 ton aan scheepsruimte

## Militaire loopbaan
Reichsmarine
- Offiziersanwärter: 1 april 1933[1][2]
- Fähnrich zur See: 1 juli 1934[1][2]

Kriegsmarine
- Oberfähnrich zur See: 1 april 1936[1][2]
- Leutnant zur See: 1 oktober 1936[1][2]
- Oberleutnant Zur See: 1 juni 1938[1][2]
- Kapitänleutnant: 1 november 1940[1][2]

Bundesmarine
- Korvettenkapitän: 1 oktober 1956[1]
- Fregattenkapitän: 24 juli 1958[1]
- Kapitän-zur-See: 26 maart 1963[1]

## Decoraties
- Ridderkruis van het IJzeren Kruis op 7 oktober 1940 als Oberleutnant Zur See en Commandant van de U-32[3][1][2]
- IJzeren Kruis 1939, 1e Klasse en 2e Klasse[4][1][2]
- Onderzeebootoorlogsinsigne 1939[4][1][2]
- Hij werd viermaal genoemd in het Wehrmachtsbericht. Dat gebeurde op:
- 12 september 1940[1][5]
- 1 oktober 1940[1][6]
- 3 oktober 1940[1][7]
- 28 oktober 1940[1][8]

## U-bootcommando
- U 32 - 12 februari 1940 - 30 oktober 1940  - 6 patrouilles (114 dagen)